# Kostel svatého Jiří (Hloubětín)
Kostel svatého Jiří v Hloubětíně je římskokatolický farní kostel v Praze. Nachází se v ulici Hloubětínská na katastrálním území Hloubětína v městské části Praha 14. Jedná se o gotický jednolodní kostel s řadou novogotických úprav. Kostel je hlavním chrámem hloubětínské farnosti a je ve správě řádu křižovníků s červenou hvězdou. V roce 1958 byl kostel prohlášen nemovitou památkou.

## Historie

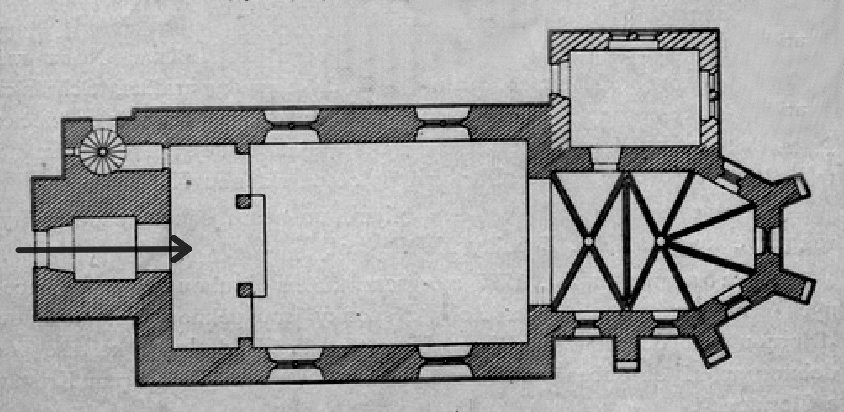
Půdorys kostela

### Nejstarší zmínky okostele
Historie kostela svatého Jiří v Hloubětíně je spjata s první zmínkou o Hloubětíně jako obci, tj. s listinou vydanou papežem Inocencem III. v roce 1207, ve které potvrzuje, že obce Hloubětín (uveden jako Lupatin), Humenec (Boseumenza) a další tři vesnice jsou darovány Přemyslem Otakarem I. řádu Německých rytířů a spadají pod jeho majetek. Hloubětín byl majetkem Německých rytířů pouze čtvrt století, avšak tato doba je jak pro obec tak pro kostel velmi důležitá. V této době mezi léty 1207 až 1232 byl nejspíš kostel sv. Jiří založen, napovídá tomu zasvěcení sv. Jiřímu, který byl patronem Německých rytířů. Kostel byl původně postaven v románském slohu. V roce 1232 královna Konstancie Uherská, vdova po Přemyslu Otakarovi I., koupila Hloubětín pro klášter cisterciaček, který zamýšlela založit, pak jej ale darovala své dceři Anežce jako jeden ze zdrojů zajišťující chod špitálu obstarávaný bratrstvem. V roce 1237 získala Anežka Česká od papeže Řehoře IX. pro toto bratrstvo statut církevního řádu (později řád křižovníků s červenou hvězdou). Hloubětín jakožto vlastnictví tohoto řádu je potvrzeno papežskou listinou Řehoře IX. z roku 1238. Prvních úprav se dočkal kostel v roce 1355 za vlády Karla IV., byla mu přistavěna gotická věž, která stála na místě dnešní sakristie – na severní straně presbytáře.

### Třicetiletá válka a počátky raného novověku

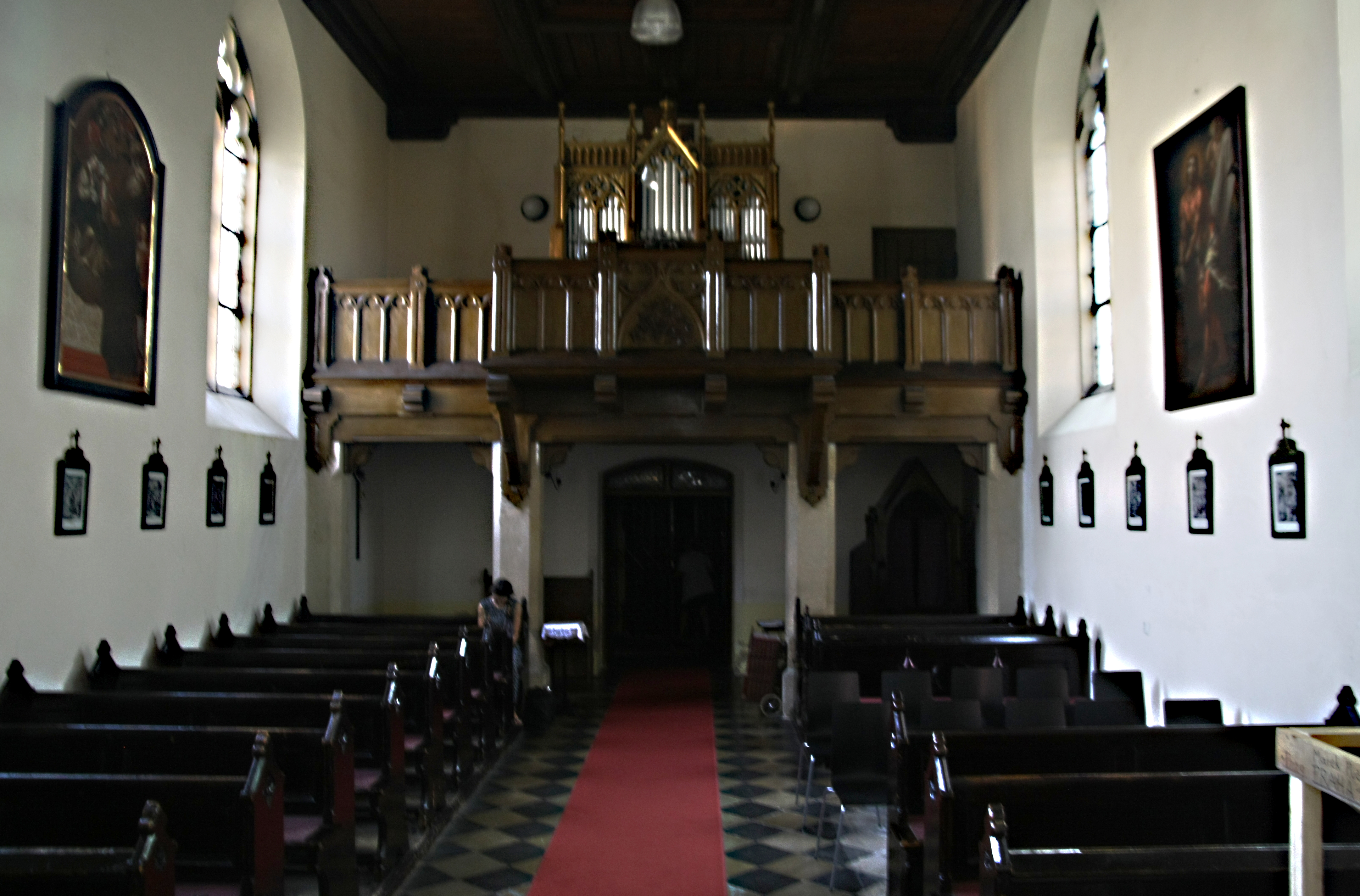
Pohled do chrámové lodi

Během třicetileté války jsou o kostele dvě zprávy. Kostel spadal do prosecké farnosti a byl vypleněn vojsky císaře Ferdinanda II., kdy byla kaple svatého Jiří dokladem chování jeho vojáků. Během třicetileté války byly také roztaveny zvony. Na kostelní věži zůstal pouze malý zvon. Roku 1654 k němu přibyly další dva. Zvony byly slité nákladem rytíře Jana Millera ze Zlaté Koruny a jeho manželky Judity, jak dokazuje nápis na jednom z nich. Další úprav se kostel dočkal v roce 1695 kdy byl Pospíchalem, velmistrem řádu křižovníků, opatřen novým průčelím. Úpravy byly prováděny Kryštofem Dientzenhoferem, jenž dodal i inventář, jeho jméno je uvedeno v účetní knize kostela. Také byla rozšířena hlavní loď o devět stop. Mezi řemeslníky je také zmíněn Jirka Skalník, který zhotovil mramorové dveřní veřeje a další kamenické detaily. Zámečnické práce odvedl Hans Georg Knobloch. K hloubětínskému kostelu je dochováno několik inventářů, z nichž nejstarší pochází z roku 1700 či 1702. V inventáři se připomínají na věži dva velké zvony a jeden menší, sochy Vzkříšení, Ecce homo, Mater Dolorosa, obrazy Početí Panny Marie a sv. Jana Nep. tři oltáře, přičemž na velkém - ns hlavním - byl dole sv. Jiří a nahoře Panna Marie s Ježíškem, v sakristii byla Panna Marie Bolestná a druhé straně obraz sv. Václava. Z prvních dějin Hloubětína uveřejněných 1786, se lze dozvědět o interiéru kostela: na klenutém kamenném stropě byl vymalován výjev z vítězné bitvy císaře Konstantina a po stranách kostela visely čtyři olejové obrazy, zobrazující legendu křižovníků (v současnosti jsou zdi bíle vymalované). Z počátku 18. století je dochován i nejstarší inventář kostela - malý zvon, který je stále na svém původním místě.

### 19. století
Od podzimu 1815 je pro kostel vedena účetní kniha, která dává poměrně detailní přehled stavební úprav až do její uzavření v roce 1897. Roku 1817 byla provedená oprava střechy Josefem Brejchou. 1831 byly vyzděny zesilující se pilíře zedníkem Dvořákem. V roce 1847 byla dle návrhu cestmistra Antonína Sängera stržena věž, postavena nová a na místě staré věže byla postavena sakristie. Nová věž byla vztyčena v průčelí kostela ve stylu novogotiky a došlo také k prodloužení chrámové lodi. Roku 1863 byl upraven interiér kostela, spravena žebra, hlavní oltář byl zvýšen o jeden stupeň a opatřen novým obrazem sv. Jiří od pražského malíře Viléma Kandlera. Presbytář byl zbaven nánosů vápna a byla objevena původní modrá omítka s hvězdami. Kostel byl vymalován, až na již zmiňovaný motiv vítězné bitvy císaře Konstantina. Taktéž byla opravena kazatelna a natřena dřevěná kruchta. V roce 1865 vznikl nový boční oltář. Roku 1869 byly pořízeny nové varhany. Roku 1863 byla upravena sakristie, bylo zjištěno, že nemá pevně vykopané základy, proto byla podezděna a spojena železnýma sponama se zdmi kostela. Další úpravy, které jsou jasně viditelné dnes, byly provedeny v roce 1892 byla stržena původní valená klenba, která byla nahrazena současným dřevěným kazetovým. Taktéž byl upraven celý interiér kostela, byl zařízen pseudogoticky. Byl opatřen novým obrazem tehdy pouze blahoslavené Anežky České od akademického malíře Emanuela Dítěte.

### Současné úpravy
Roku 1902 byl kostel zaopatřen dřevěnou soškou Panny Marie. Současnou podobu získal kostel až po druhém vatikánském koncilu, který skončil v roce 1965. Se souhlasem pražského památkového střediska byla odstraněna kazatelna a boční oltář. Jako hlavní oltář slouží nyní stolový oltář uprostřed pětibokého presbytáře, avšak je to bez původního svatostánku, pouze spodní část. Okna presbytáře dostala nová barevná mozaiková skla, na jedné mozaice je vyobrazen sv. Jiří.

## Správa kostela a obce
Křižovníci byli hospodáři a administrátoři hloubětínské farnosti a byl pro ně Hloubětín velmi důležitý, bylo zde zřízeno jejich centrální pohřebiště (okolo kostela). Postupem času byl hřbitov opatřen zídkou a veřejnost měla také možnost pohřbívat zde své zesnulé. Poslední křižovník, který zde byl pochován, je velmistr řádu, generál dr. Josef Vlasák a to roku 1954. K hřbitovu se váže i umělecká památka a to je empírový figurální náhrobek s plastikou Anděla blažené smrti. Prameny dávají poměrně detailní přehled místních farářů a administrátorů. Jména farářů jsou známa od roku 1365 do roku 1419, kdy zprávy o hloubětínské faře jsou nejasné. Roku 1707 byla obnovena samostatná správa Hloubětína jako obce. Křižovníci předtím nejspíš dojížděli z Ďáblic, avšak první známý administrátor a farář, který sídlil v Hloubětíně je znám teprve z roku 1709, kdy se jím stal P. Samuel Dvořák. Dále jsou jména farářů známa až po současnost.

## Architektura

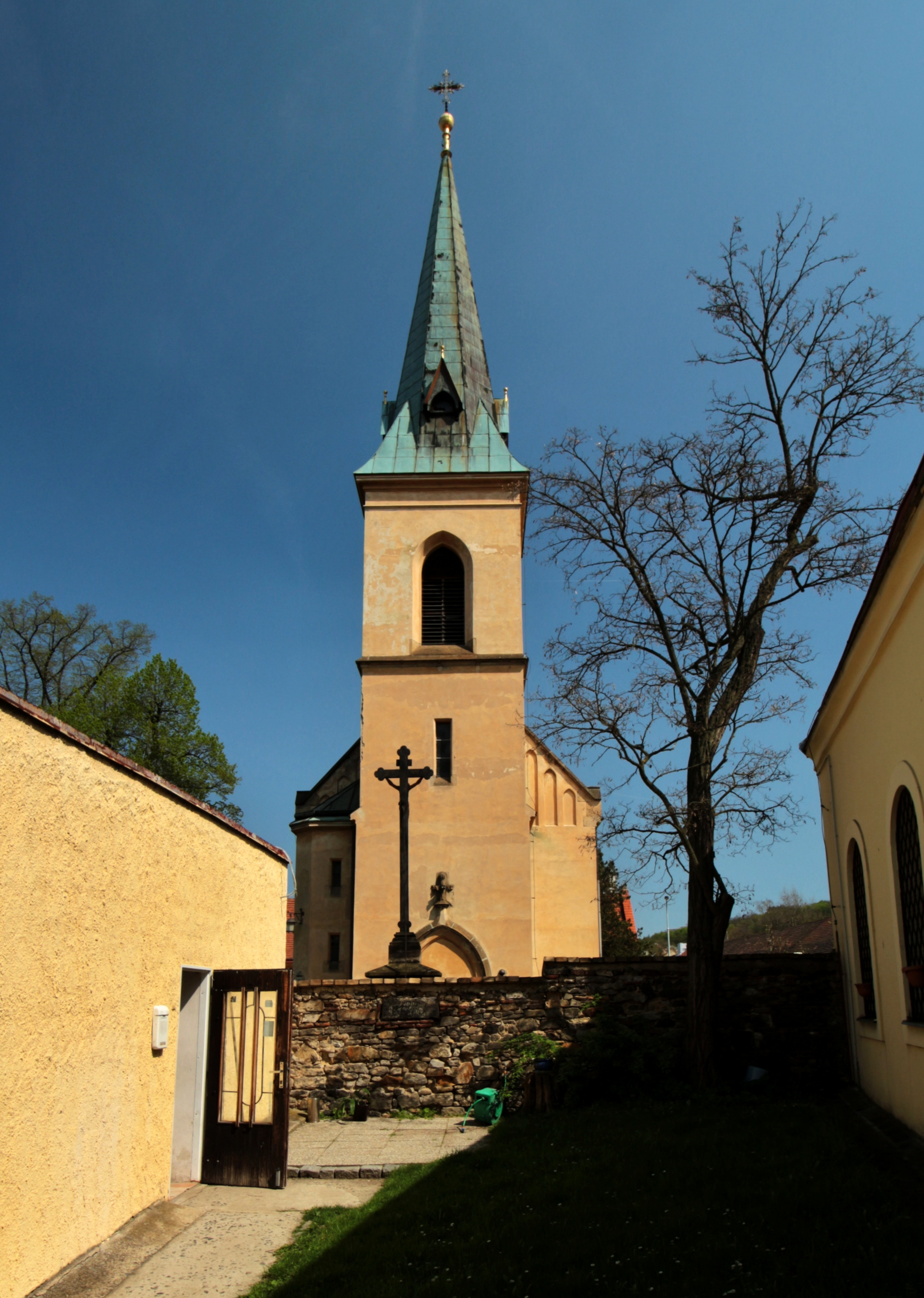
Věž kostela

### Průčelí svěží
Kostel sv. Jiří má jednolodní asymetrickou dispozici, orientovanou presbyteriem na východ. Vstup do kostela je ze západní strany, průčelím. Průčelí má tympanon, který je bez reliéfu a je uveden lomeným obloukem. Na vrcholu lomeného oblouku je kamenný kříž. Z lomeného oblouku vychází římsa, která obkružuje celou věž a chrámovou loď. Průčelím je zároveň i věž. Věž má hranolovitý půdorys, je odstupňovaná ještě dalšíma dvěma římsami a je zakončená jehlancovou střechou. Věž je osvětlená pseudogotickými okny a rozetou.

### Chrámová loď
Po vstoupení do hlavní lodě je kruchta, na které jsou varhany. Kruchta je dřevěná a stojí na sloupech postavených v chrámové lodi. Vstup do kruchty je stejný jako vstup do věže a to ze severní strany chrámové lodě po točitém schodišti. Díky tomuto vstupu má kostel asymetrický půdorys. Hlavní loď je osvětlená postranními okny symetricky rozmístěnými po stranách lodě. Loď leží na obdélníkovém půdorysu. Okna jsou do interiéru více rozevřena, aby dovnitř byl větší přístup světla a jsou opatřeny novodobou gotickou kružbou z roku 1892. Zabírají poměrně malou část prostoru zdi. Kostel díky tomu i když je sestaven z gotických prvků nepůsobí dojmem pro gotiku typickým. Strop lodě je dřevěný a kazetový.

### Presbytář a sakristie
Presbytář je oddělen od ostatního prostoru dvěma stupni schodů, oddělení presbytáře je umocněno lomeným obloukem. Strop presbytáře je nesen na dvou polích žebrové klenby, tíha je vždy snesena na konzole, které nejsou svedeny až na zem. První pole žebrové klenby je opatřeno klasickou křížovou klenbou. Ve druhém poli je klenba o šesti žebrech, je stejným způsobem, svedena na konzoly. Konzoly jsou jehlanové, přikryté deskou, žlábkem a s profilovaným obloukem a jsou symetrické. Žebra jsou vytesána z pískovce a jsou výžlabková a díky neomítnutí jsou jeden z hlavních gotickým prvků v celém kostele. Presbytář je zakončen třemi stranami osmiúhelníku. Při vnějším nároží jsou mohutné opěrné pilíře o jednom ústupku. Presbytář je osvětlen pěti okny, vysklenými barevnou mozaikou a opatřenými novodobou gotickou kružbou. Na severní straně presbyteria je přistavěná sakristie, která je osvětlena čtyřmi malými okny s lomeným obloukem.

### Hřbitov

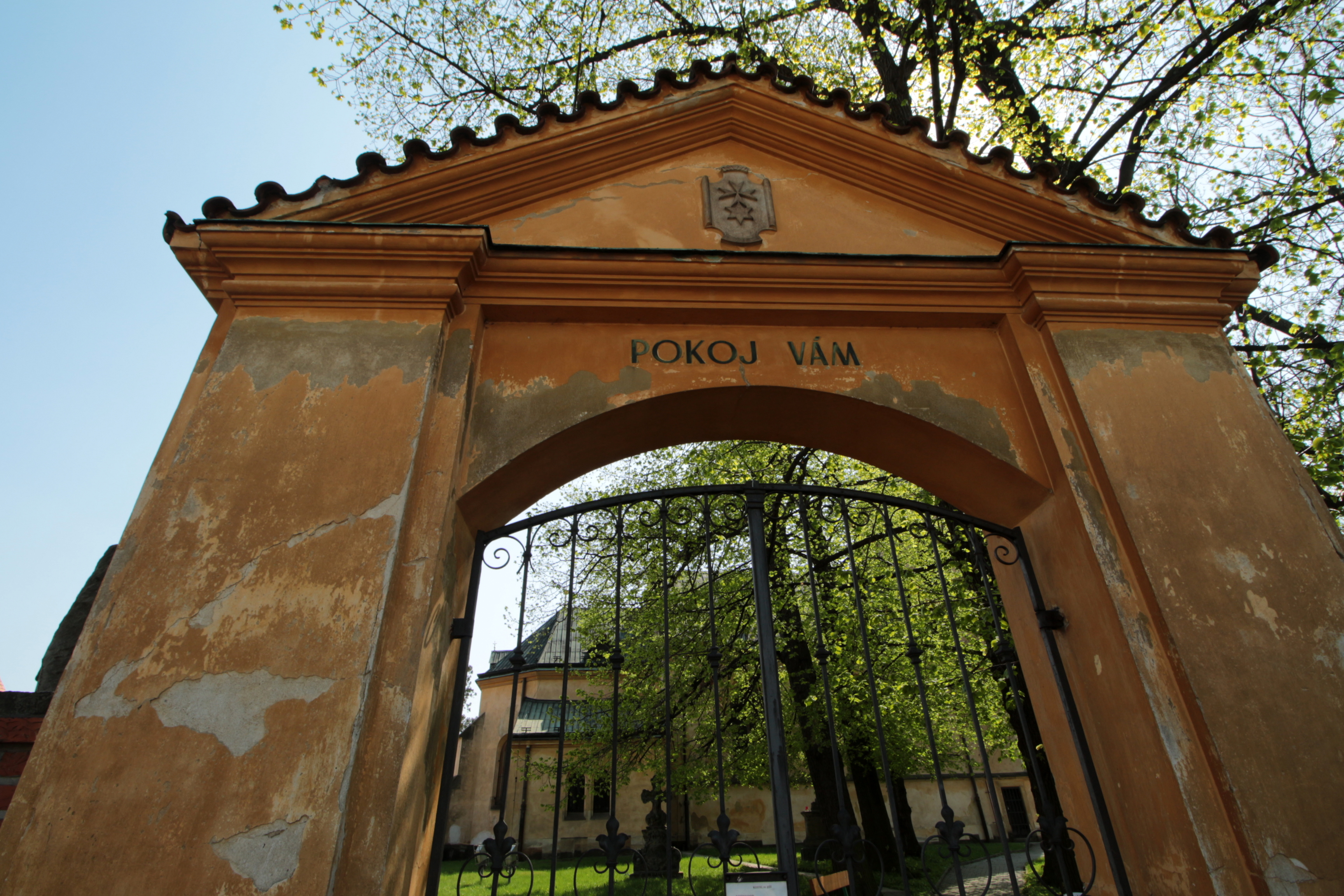
Brána na hřbitov

Kolem kostela byl založen hřbitov, na kterém veřejnost pohřbívala až do roku 1904, kdy byl založen nový hřbitov na severní straně silnice vedoucí na Poděbrady pod svahem. Ze hřbitova se dochovala hřbitovní brána z roku 1847, která nese řádový znak křižovníků a nápis "Pokoj vám". Dále se dochovalo několik náhrobků při pravé, západní zdi. Roku 1864 byl hřbitov rozšířen a založen zde byl při západní zdi řádový hřbitov křižovníků. Za ním stál pískovcový kříž od pražského kameníka Výška. Roku 1879 byl tento hřbitůvek oplocen železnou mříží a kříž nahrazen novým železným. Dochovalo se zde osm náhrobků členů řádu.

## Ve filmu
Kostel se objevil ve 13. epizodě (Tři králové) seriálu Poldové a nemluvně (2020, režie Radek Bajgar). V kostele se natáčela scéna Půlnoční mše, kamera zabrala i exteriéry kostela a nedaleký babybox v Hloubětínském zámečku.

## Fotogalerie

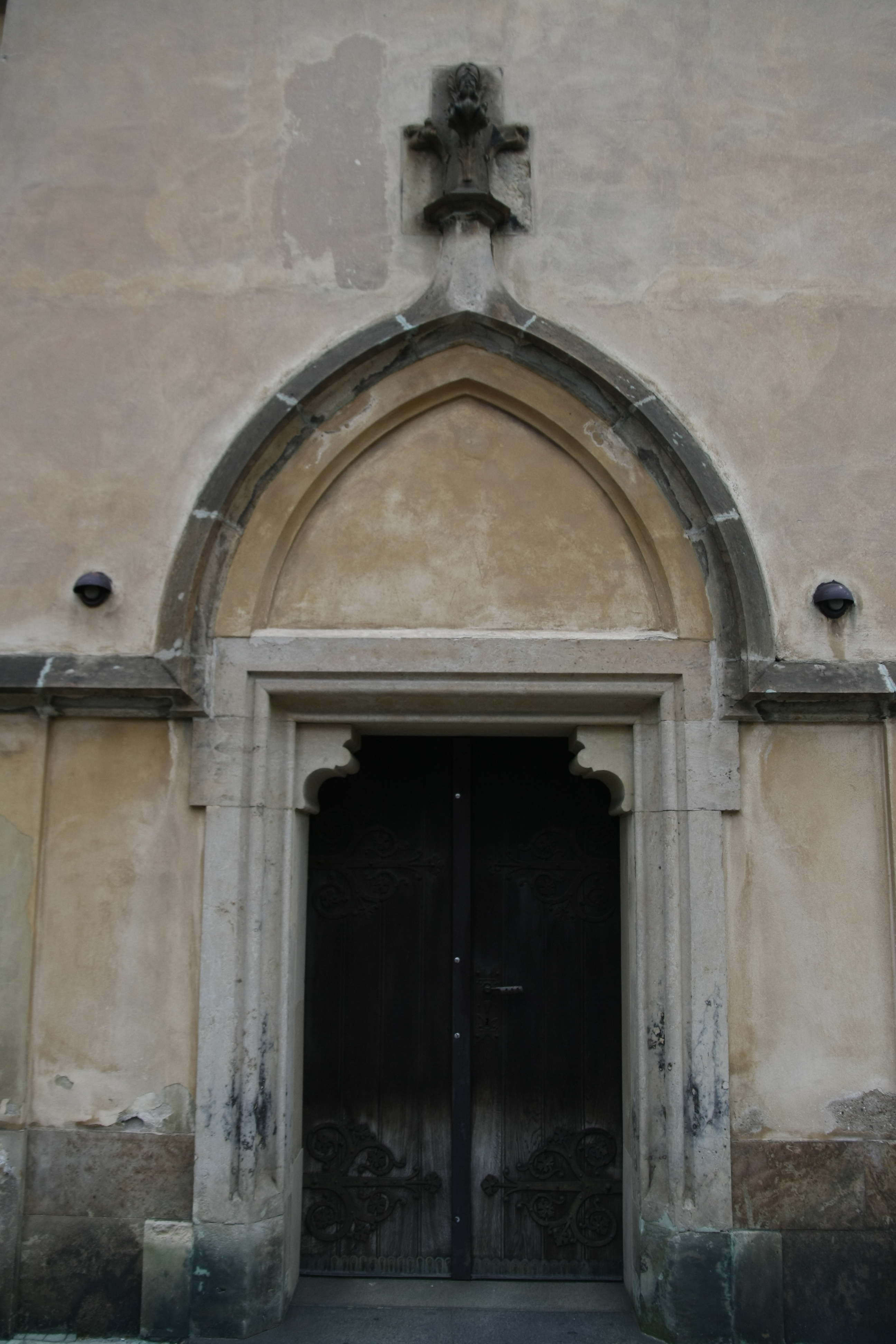
Portál
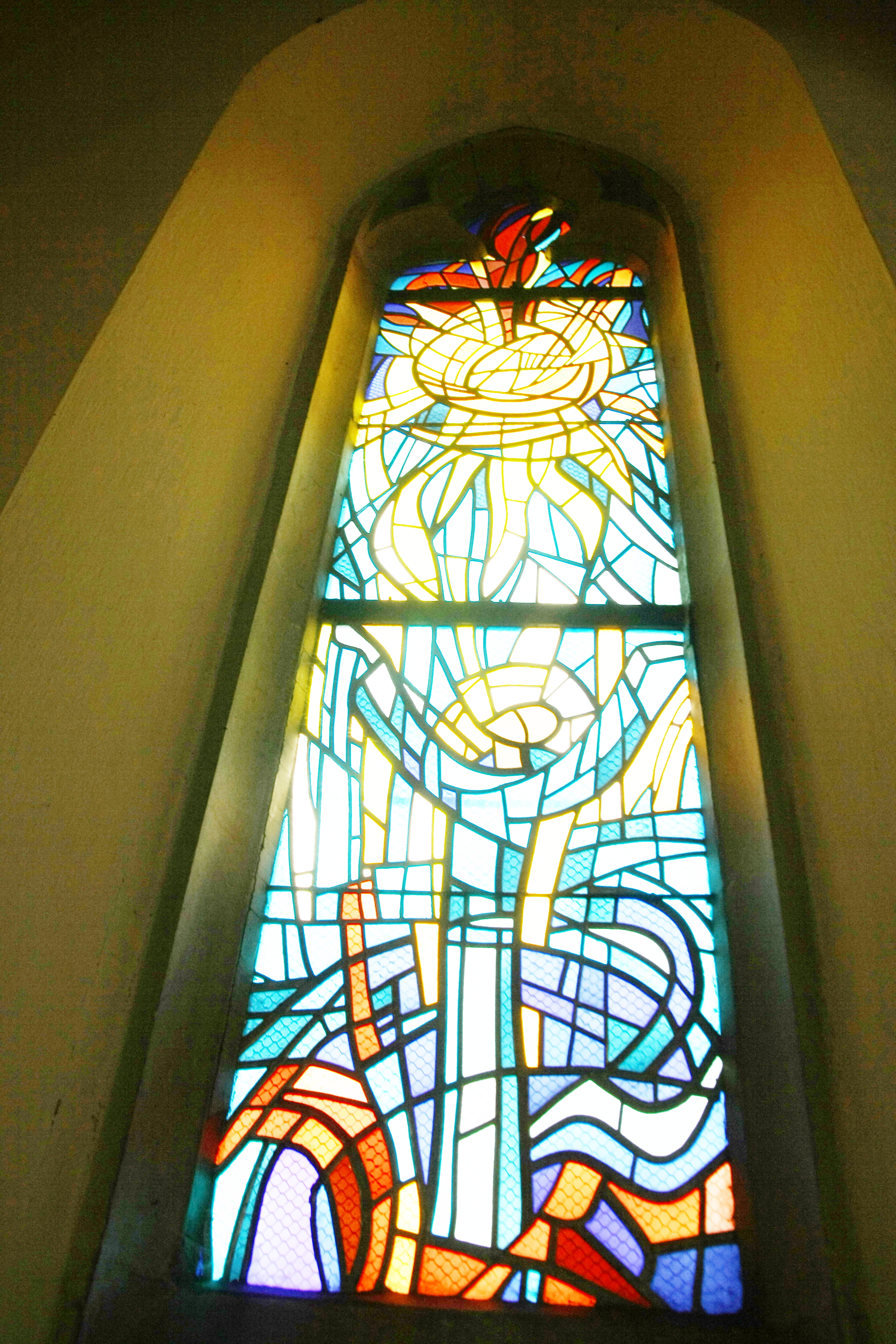
Vitráž
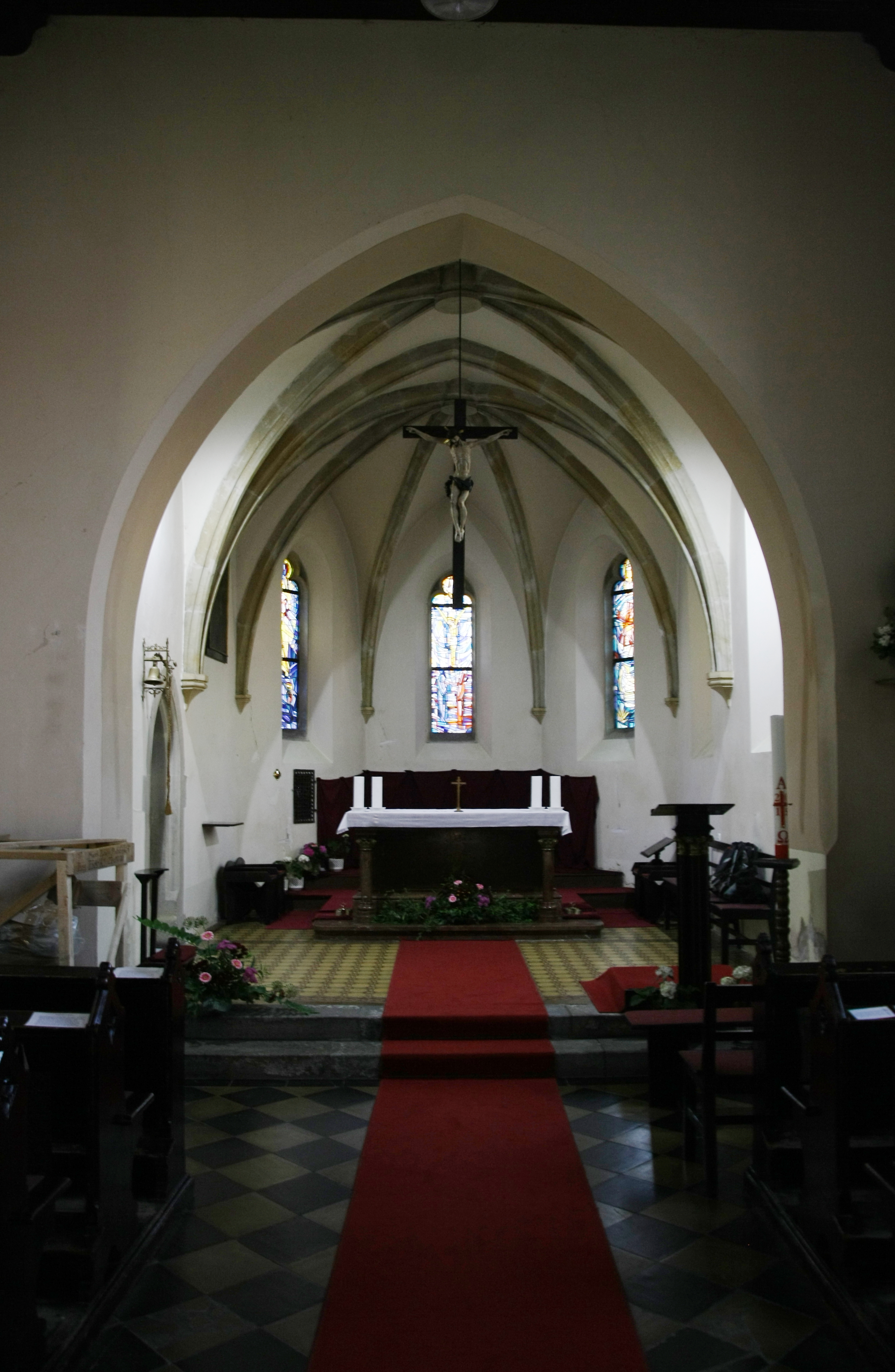
Pohled do presbytáře
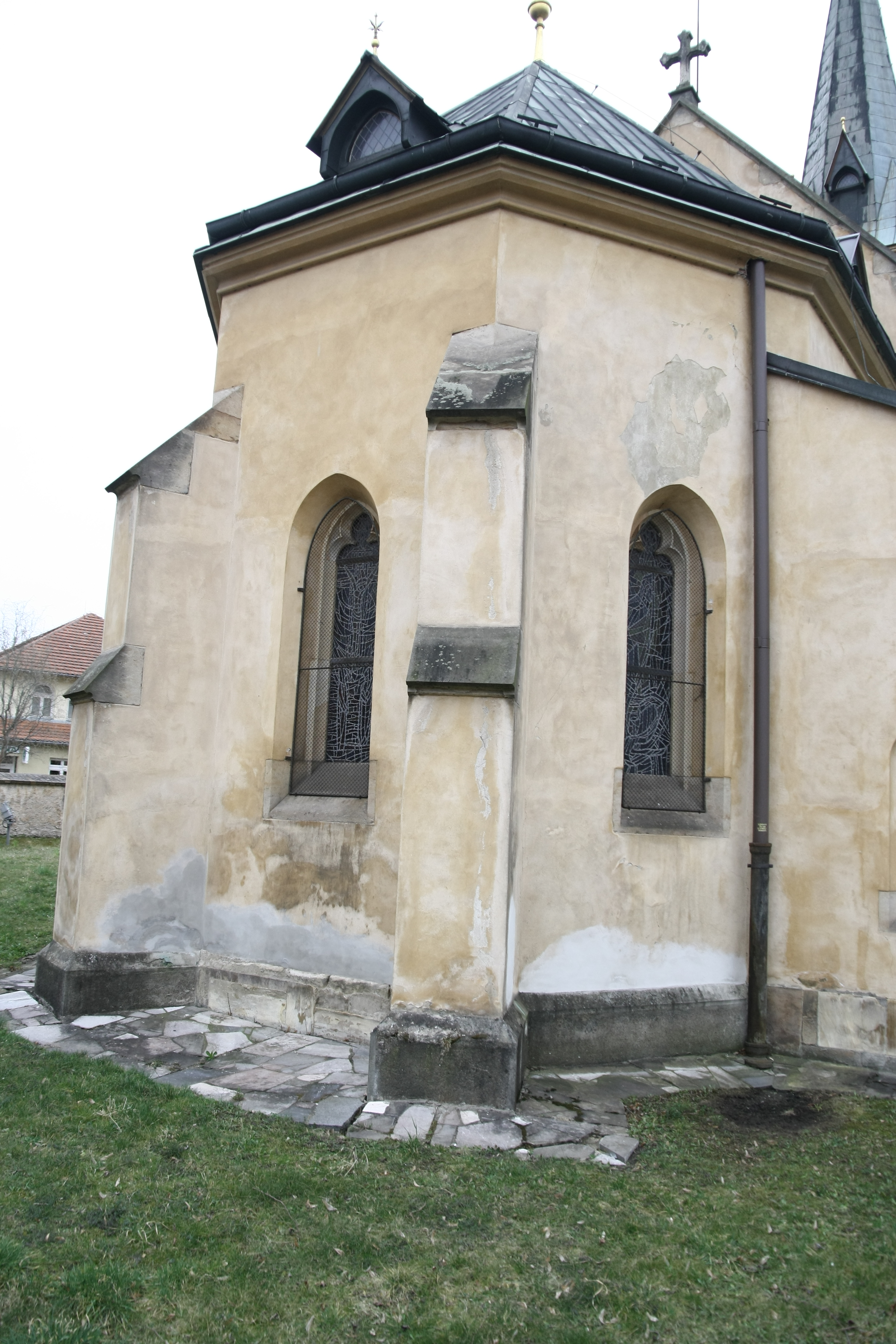
Presbytář zvenku
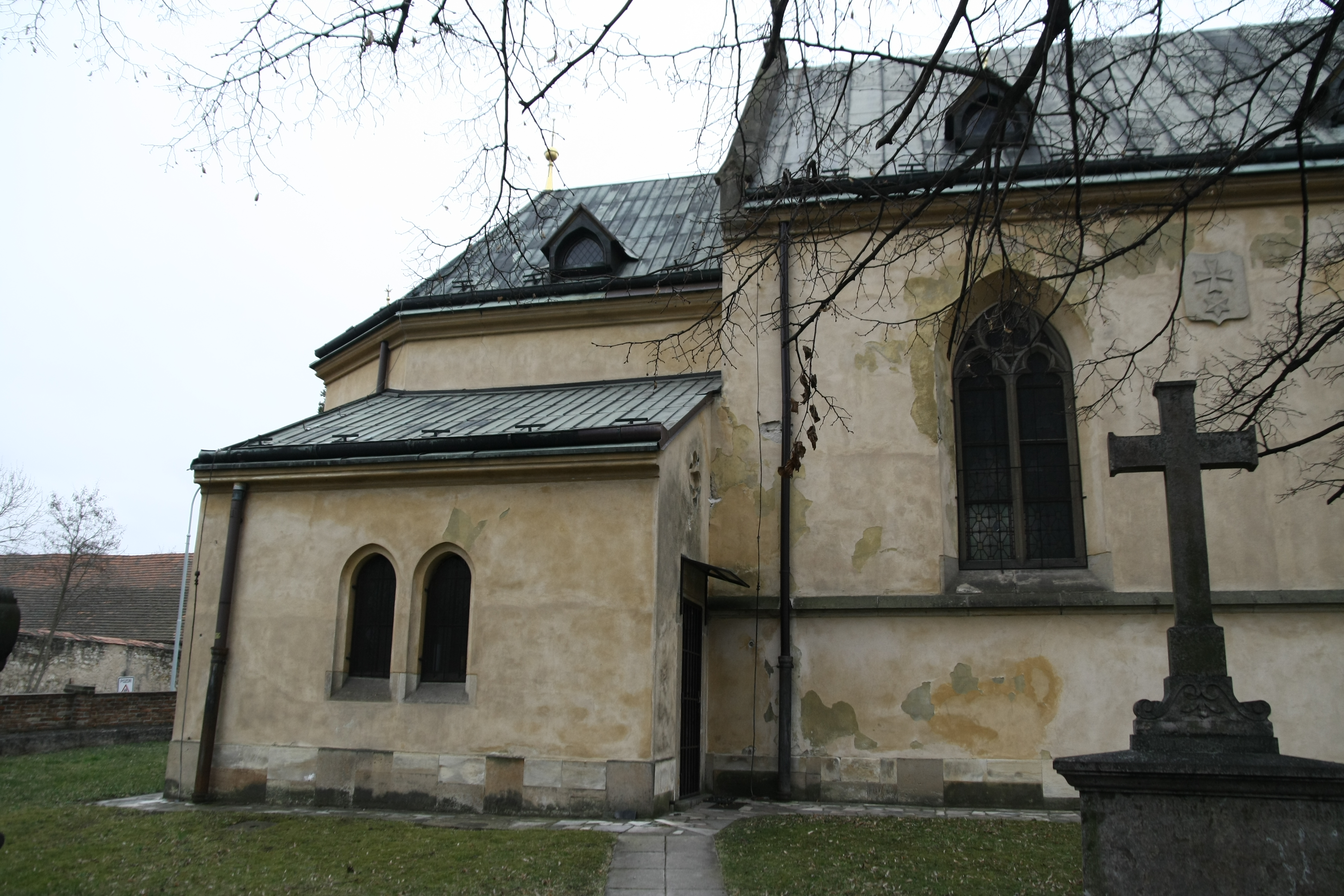
Pohled na sakristii
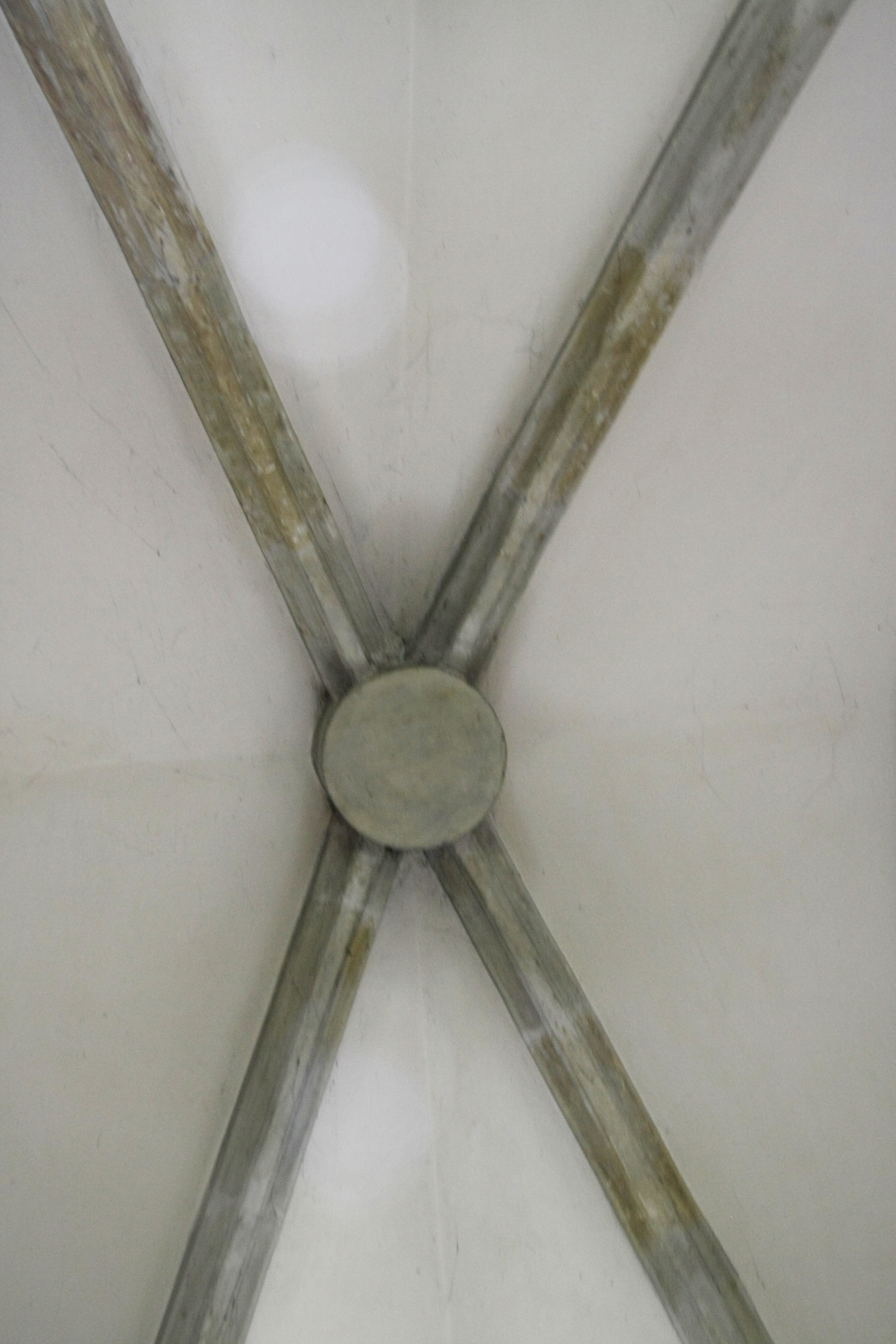
Křížová klenba
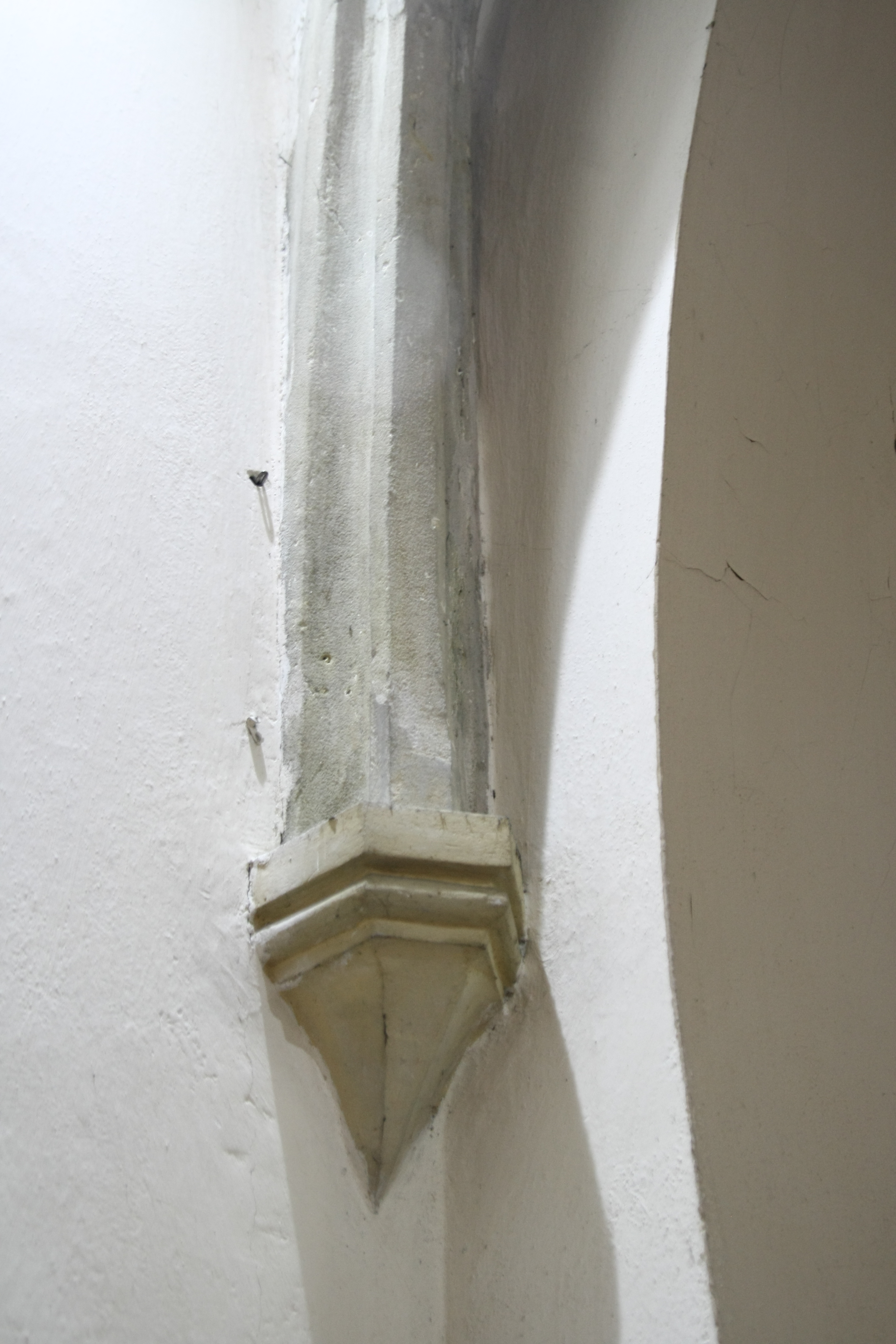
Konzola
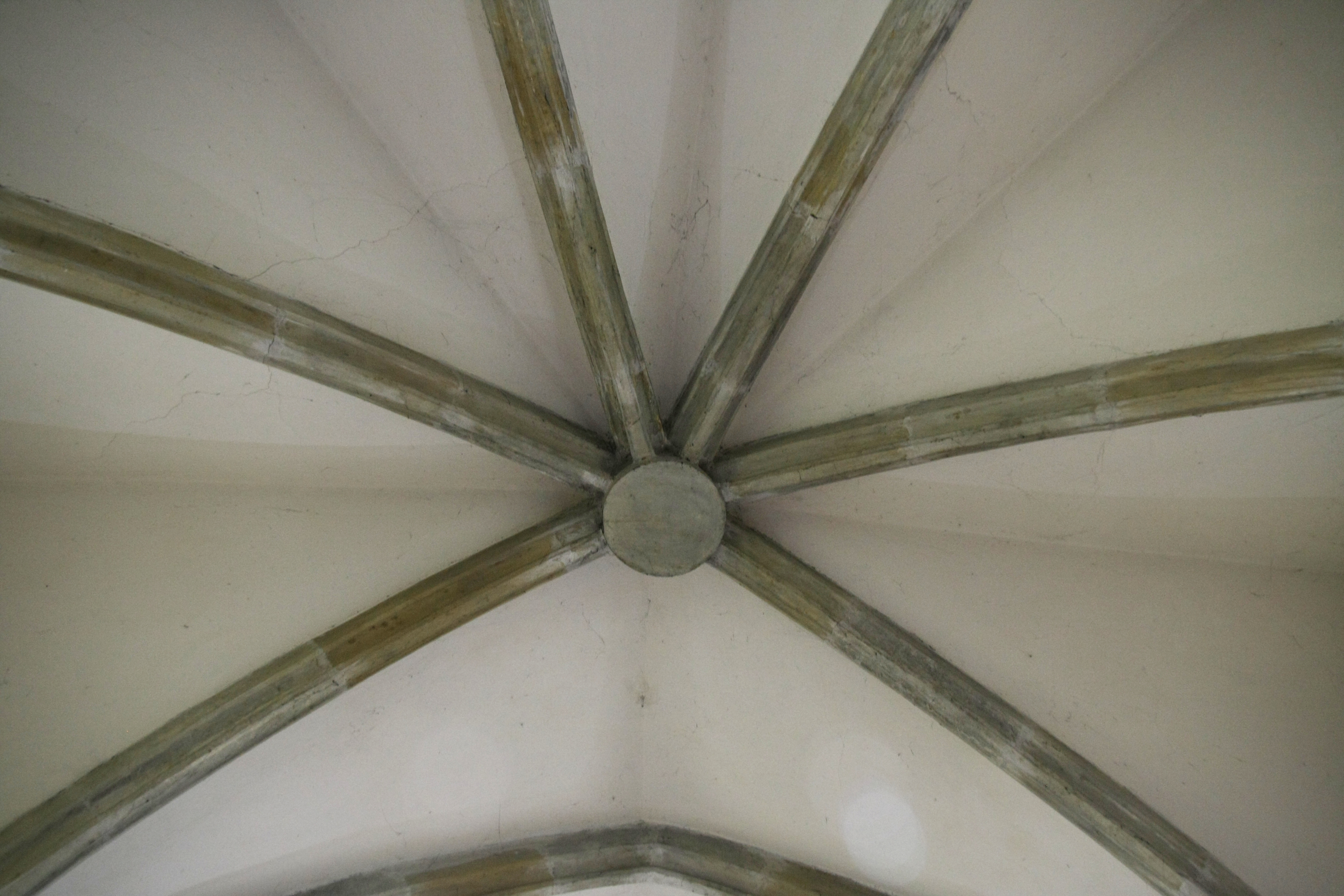
Paprskovité zakončení klenby
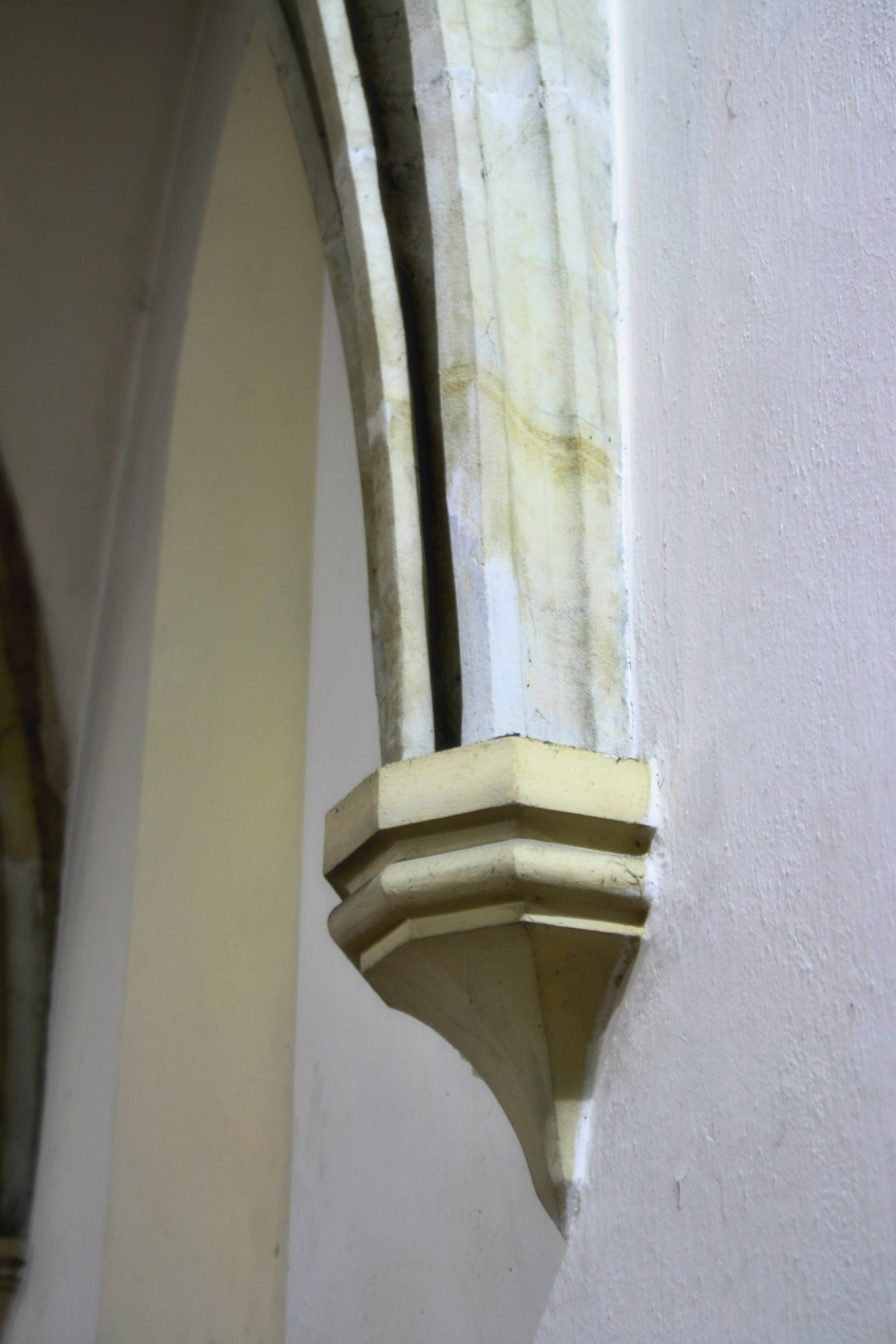
Konzola
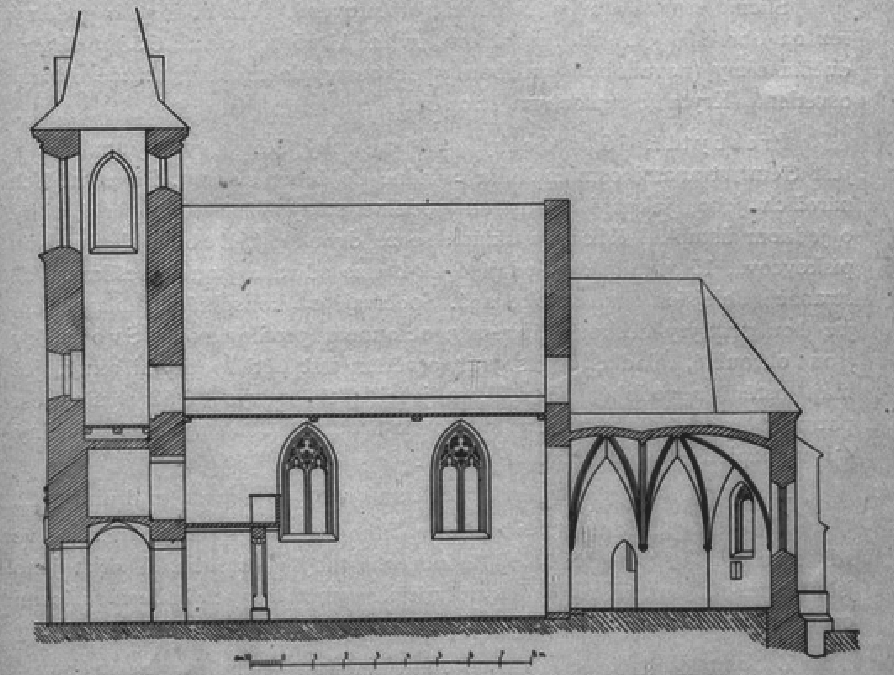
Řez kostela